# Chevreuxia
Chevreuxia ist eine Gattung der Rollschwänze mit fünf Arten. Sie sind Parasiten im Muskelmagen von Vögeln.

## Merkmale
Chevreuxia hat die Merkmale der Acuariinae. In der Halsregion ist ein gut entwickelter Kutikula-Kragen ausgebildet. Im Gegensatz zu anderen Gattungen weist Chevreuxia keine Dornen am Körper auf.

## Systematik
Das Interim Register of Marine and Nonmarine Genera listet folgende Arten:
- Chevreuxia americana Schmidt, 1968
- Chevreuxia australis Johnson & Mawson, 1941
- Chevreuxia leiperi Singh & Ali, 1961
- Chevreuxia revoluta Rudolphi, 1819
- Chevreuxia roonwali Dey Sarkar, 1995